# Paul Konchesky
Paul Konchesky, né le 15 mai 1981 à Barking, est un ancien footballeur international anglais qui évoluait au poste de défenseur.

## Biographie

### En club
Le 31 janvier 2011, il est prêté pour 93 jours au club de Nottingham Forest. À la fin de la saison, il quitte Liverpool et s'engage au club de Leicester City.
Le 21 juillet 2016, il s'engage pour une saison avec Gillingham.
Le bilan de la carrière de Paul Konchesky en Premier League s'élève à 347 matchs joués, pour huit buts marqués. Il dispute également 18 matchs en Coupe de l'UEFA / Ligue Europa.

### En équipe nationale
Il participe avec les espoirs au championnat d'Europe espoirs en 2002.
Paul Konchesky joue deux matchs en équipe d'Angleterre.
Il reçoit sa première sélection en équipe d'Angleterre le 12 février 2003, en amical contre l'Australie (défaite 1-3 à Londres). Il reçoit sa seconde sélection le 12 novembre 2005, en amical contre l'Argentine (défaite 2-3 à Lancy).

## Palmarès
- West Ham
  - Finaliste de la Coupe d'Angleterre en 2006.

- Fulham
  - Finaliste de la Ligue Europa en 2010.

- Leicester City
  - Champion d'Angleterre de D2 en 2014.